# Pi5 Orionis
Pi5 Orionis (π5 Ori / 8 Orionis / HD 31237) es una estrella en la constelación de Orión de magnitud aparente +3,72. Comparte la denominación de Bayer «Pi» con otras cinco estrellas, siendo la tercera más brillante entre ellas por detrás de Tabit (π3 Orionis) y π4 Orionis. Se encuentra aproximadamente a 1340 años luz de distancia del sistema solar.
Pi5 Orionis es una estrella binaria cuya componente principal es una gigante azul de tipo espectral B3III. Su espectro revela que la acompañante es una estrella de la secuencia principal de tipo B0. El período orbital del sistema es de sólo 3,7004 días y la órbita está inclinada unos 70° respecto al plano del cielo. La separación entre las dos estrellas no es conocida, pero podría ser de sólo unas pocas centésimas de UA.
La proximidad entre las dos componentes así como su velocidad de rotación —superior a 90 km/s— hace que ambas estrellas no tengan forma esférica sino elipsoidal. Con una variación en su brillo de 0,07 magnitudes, Pi5Orionis constituye una variable elipsoidal rotante semejante a Espiga (α Virginis). Dicha variabilidad fue descubierta en 1917 al utilizar esta estrella como referencia mientras se estudiaba la variabilidad de la binaria eclipsante λ Tauri.